# Течна горива
Течна горива нашла су широку примену у свим областима захваљујући својим добрим особинама и предностима у односу на чврста горива. Она поседују: високу топлотну моћ, мали садржај баласта, мање топлотне губитке при сагоревању, могућност транспорта цевоводима на велика растојања. Недостаци течних горива су: лака упаљивост и експлозивност, отровност појединих течних горива и друго.
Према пореклу течна горива се деле на природна и прерађена .

### Природна течна горива –Нафта
Главни представник природних течних горива је нафта (име потиче од староперсијске речи „нафата“, што значи знојити се). Према органској теорији нафта је настала од остатака живих организама сложеним процесима у анаеробним условима под утицајем повишеног притиска и температуре. Тако се смањивао садржај кисеоника, азота, сумпора и других материја, а повећавао садржај угљеника и водоника. Нафта је флуоросцентна зеленкасто-мрка до тамномрка уљаста течност. Састоји се од великог броја угљоводоника различите молекулске масе и различите грађе, уз присуство сумпора, кисеоника и азота (у примесама).
У састав органске масе нафте налази се : 83-87%C, 11-14%H, 0,1-1%O, 0,05-1,5%N i 0,1-5%S. Кисеоник, азот и сумпор налазе се у нафти у везаном стању у виду разних једињења. Садржај {{|воде}} креће се до 2%, а минералних примеса 0,1-0,3%. Густина је од 820-920 kg/m3. Топлотна моћ сирове нафте је око 42-43 МЈ/kg.
Сирова нафта се не користи као гориво, већ се прерађује у низ течних горива, мазива и сировина за петрохемијску индустрију.

#### Састав нафте
Сирова нафта се састоји од великог броја сложених угљоводоника и поседује у мањем проценту и друга једињења. Основну масу нафте чине три групе угљоводоника:
- Парафински угљоводоници (CnH2n+2)
- Нафтенски угљоводоници (CnH2n)
- Ароматски угљоводоници (CnH2n-6)

Парафински угљоводоници су ланчани засићени угљоводоници (алкани, на пример октан C8H18).
Нафтенски угљоводоници су засићени прстенасти угљоводоници (циклоалкани, на пример циклохексанон C6Н12). Ароматски угљоводоници имају прстенасту структуру (на пример бензен C6H6). Парафински и нафтенски угљоводоници поседују високу хемијску стабилност, а ароматски нешто мању. Према садржају угљоводоничних група нафте се дела на : парафинске, нафтенске и мешане.
Све нафте у себи садрже сумпор, односно једињења сумпора. Максимални садржај сумпора у нафти је до 6%.

### Прерађена течна горива
Прерађена течна горива се добијају прерадом природних горива (течних, гасовитих или чврстих). Основни извор за добијање прерађених течних горива је нафта, али данас се раде истраживања ради добијања што квалитетнијих течних горива прерадом других супстанци, нарочито угља.

#### Прерада сирове нафте
Сирова нафта се превози цистернама, танкерима,нафтоводима до постројења за прераду нафте тј. рафинерија.
Основни поступак за прераду нафте је физички поступак њеног раздвајања на низ фракција.Загревањем нафте постепено ће се издвајати и прелазити у парно стање прво угљоводоници са нижом температуром кључања, а затим и остали. Хлађењем угљоводоника који испаре у одређеном интервалу, добијају се различита течна горива и мазива. 
Првобитно коришћен поступак за прераду нафте је била фракциона дестилација, која се заснивала на постепеном загревању нафте и постепеном испаравању и кондензовању. Данас се користи поступак фракционе дестилације, код кога се највећи део нафте најпре испари , а потом постепено кондензује.
Из нафте се добијају примарна прерађена горива:
- Гасовита горива,
- Бензинска фракција,
- Петролеумска фракција,
- Дизел горива,
- Уље за ложење,
- Остатак — тешко уље за ложење или битумен.

Процес прераде започиње довођењем нафте у цевасту пећ, где се загрева до температуре 330-350 0С. Загрејана нафта заједно са насталим парама уводи се у ректификациону колону. Довођењем водене паре нафта се даље загрева. Интензивним супротносмерним струјањем уз сталну промену фаза(из течне у парну и из парне у течну) на одређеним висинама колоне остварују се температуре, које одговарају границама испаравања појединих фракција. Тежи угљоводоници са вишим температурама испаравања кондензују се на мањим висинама колоне, док се лакши угљоводоници кондензују на већим висинама. Најлакши угљоводоници и гасовити не кондензују се у колони већ излазе изван ње. На врху колоне добија се лака бензинска фракција, нешто ниже петролеумска фракција, а испод ње се добија гасно уље или дизел моторска фракција. 
Остатак прераде атмосферске дестилације користи се или као гориво у котловима, или служи као сировина за даљу прераду(за добијање мазивих уља или бензина секундарним процесима прераде). Прерада остатка прве фазе врши се поступком вакуум дестилације. Остатак прераде прве фазе допунски се загреје на температуру 420-430 0С, а затим уводи у ректификациону колону која се налази на сниженом притиску(потпритисак 7-14kPa).Овим се постиже снижавање температуре кључања угљоводоника, а истовремено спречава разлагање тешких угљоводоника који се налазе у остатку. Прерадом остатка бакум дестилацијом добијају се тешка дизел моторна горива, низ фракција мазивних уља и остатак. Сви добијени производи се морају пречистити, а велики број и преради ради побољшања квалитета.

#### Прерада продуката примарне прераде нафте
Прерада продуката примарне нафте остварује се секундарним процесима прераде , којима се дорађују производи примарне прераде. Секундарним поступцима прераде постиже се добијање веће количине појединих производа и добијање производа бољег квалитета.
Секундари процеси су хемијски процеси, за разлику од примарних који су физички процеси. Деле се на:
1. Поступак разградње угљоводоника је познат као cracking поступак (крековање), код кога се на повишеној температури и притиску угљоводоници вишег реда распадају на угљоводонике нижег реда.Крековањем парафинског угљоводоника вишег реда добија се један парафински угљоводоник нижег реда и један олефински угљоводоник. Као сировина за крековање најчешће се користи остатак прераде нафте атмосферском дестилацијом, а производ који се добија овим поступком је крекинг бензин. Крекинг бензин поседује боље карактеристике у односу на бензин добијен фракционисањем нафте. Данас је у употреби поступак каталитичког крековања који се изводи уз помоћ катализатора, који су способни да изазову, усмере и убрзају процес. Катализатори истовремено омогућавају да се процес изводи под повољним технолошким условима - на нижим температурама и притисцима.Поступак каталитичког крековања одвија се на притисцима блиским атмосферском 0,1-0,3 MPa и температурама око 500°C.Као катализатори користе се алумосиликати са другим металним оксидима(70-80% силицијум-оксид; 10-20% алуминијум-оксид и до 10% других оксида). Током времена катализатори губе својства услед наслага чађи, кокса, деловања сумпора и друго па их је потребно регенерисати.
2. Поступци изградње угљоводоника омогућавају да се од угљоводоника нижег реда добијају угљоводоници вишег реда. Основни поступци ове групе су полимеризација и алкилација. У овим процесима учествују незасићени угљоводоници , па су зато полазне сировине рафинеријски гасови(гасови настали крековањем, коксовањем, пиролизом и др.). Изводе се као каталитички процеси на повишеним температурама и притисцима. Основни производи ових поступака су полимер бензин, алкилат бензини и др.
3. Поступци конверзације угљоводоника омогућују превођење угљоводоника једне групе у угљоводонике друге групе. Најчешће су у примени процеси реформисања и изомеризације. Суштина процеса састоји се у ароматизацији и изомеризацији бензинских фракција. Изводе се искључиво као каталитички процеси.
4. Поступци уградње угљоводоника омогућују увођење водоника у секундарним процесима прераде, што је од значаја за добијање квалитетних средњих фракција (дизел моторских фракција).

## Синтетичка течна горива
Поступци добијања течних горива из угља су хидрирање и синтеза. 
- Хидрирање се одвија на температурама између 350 и 500°C и притиску од 20МР, а уз присуство катализатора који омогућавају лако и брзо извођење процеса. При загревању угља изнад 350°C кидају се прве ланчане везе при чему се издвајају гасовити продукти-волатили. Ако се овом процесу доводи водоник у већим концентрацијама, попуњавају се незасићене везе и тако настају молекули богатији водоником. На тај начин добијају се прво теже, а затим и лакше фракције и на крају бензин. Као сировина за добијање течних горива хидрирањем могу се користити и тешки остаци прераде нафте, као и тер добијен сувом дестилацијом угљева.

- Синтеза се изводи према Фишер-Тропшовом (Fisher-Tropsch) поступку и врши се у неколико фаза. У првој фази се преко ужареног угља преводи водена пара, при чему настаје водени или синтезни гас , састављен од угљенмоноксида и водоника. По одстрањењу сумпора у међуфази уводи се водоник, при чему се одвија следећа реакција : СО + 2Н2= СН2 + Н2О. Спајањем СН2 група долази до стварања уља сличног нафти, које се даље прерађује уобичајеним поступцима за прераду нафте. Претежни удео у овим уљима имају парафински угљоводоници. Синтезом се добијају дизел горива изванредног квалитета, док су бензини лошији, због чега се морају даље побољшавати. У данашње време поново расте интерес за добијање течних горива из угља.

Синтезом се добијају дизел горива изванредног квалитета,док су бензини лошији, због чега се морају даље побољшавати.
У данашње време поново расте интерес за добијање течних и гасовитих горива из угља.

## Моторни бензини
Моторни бензини представљају течна горива која се користе за погон ото мотора са унутрашњим сагоревањем. Поред општих захтева који се постављају сваком гориву, они морају да задовоље и следеће: 
- захтеве за образовање смеше и
- захтеве за сагоревање настале смеше.

Захтеви за образовање смеше - моторни бензин треба да са ваздухом створи хомогену смешу неопходног састава (коефицијента вишка ваздуха) за било које климатске услове. Због тога бензин треба да добро и лако испарава, да поседује добре особине приликом пуштања мотора у рад (хладног односно загрејаног мотора), да обезбеди брзо загревање хладног мотора, да не утиче на хабање мотора при свим режимима рада мотора и да не ствара талоге у усисној грани мотора и комори за сагоревање.
Захтеви за сагоревање смеше - образована смеша горива и ваздуха треба да што потпуније и брже сагори у предвиђеном временском интервалу. Зато треба да поседује што већу топлотну моћ, да сагорева без појаве ненормалних видова сагоревања на свим режимима рада мотора и у било којим климатским условима, да не образује токсичне и канцерогене компоненте у издувним гасовима, као и да продукти сагоревања не делују кородивно. 